# One of a Kind World Tour
One of a Kind World Tour foi a primeira turnê mundial do cantor e rapper sul-coreano G-Dragon, realizada em apoio a seu primeiro extended play (EP) One of a Kind (2012). Ela teve início em 30 de março de 2013 em Seul, Coreia do Sul e encerrou-se em 1 de setembro de 2013 no mesmo local. A turnê visitou nove países em treze cidades no ano de 2013, reunindo um público de 570,000 mil pessoas, tornando-se na ocasião, a maior turnê realizada por um artista solo coreano.

## Antecedentes
Em 14 de janeiro de 2013, a YG Entertainment anunciou que G-Dragon realizaria sua primeira turnê mundial e seu primeiro concerto solo desde 2009. Sua produção custou um total de $3.5 milhões de dólares, tornando-a de maior escala da história coreana. A One of a Kind World Tour foi dirigida conjuntamente pelos coreógrafos Travis Payne e Stacy Walker, que já haviam trabalho na turnê This Is It do cantor estadunidense Michael Jackson. Seu palco foi projetado por Michael Cotten, que já havia feito o design de palcos de eventos como o Super Bowl, as Olimpíadas e a turnê mundial de Jackson.

## Crítica profissional
A turnê obteve uma recepção positiva, para Jeff Benjamin e Jessica Oak da Billboard, G-Dragon eram um "cantor altamente ativo" e estava ampliando suas fronteiras com a turnê, descrita como "vibrante" e um "caso no nível de Michael Jackson". Kim Ji-yeom escrevendo para o website Mwave, afirmou que G-Dragon "explodiu em seu próprio estilo e personalidade durante todo o concerto" realizado em Seul. Sua crítica foi concluída destacando como ele "preenchia perfeitamente todos os cantos do palco com sua presença solo". O website KpopStarz descreveu o concerto único realizado em Kuala Lumpur, como "espetacular", elogiando a diversidade da apresentação e destacando como G-Dragon "pode criar sua própria explosão no palco".
Uma crítica positiva também foi realizada pelo artigo proveniente da rádio digital MeRadio, que elogiou a "grande seleção de canções e a forma como foram organizadas", os efeitos de laser, a pirotecnia, os hologramas, o carisma e a presença do palco de G-Dragon, como as razões pelas quais os concertos em Kallang foram divertidos. No Japão, G-Dragon tornou-se o primeiro artista solo coreano a realizar concertos em quatro arenas de cúpula do país.

## Repertório
1. "MichiGo"
2. "Heartbreaker"
3. "One of a Kind"
4. "Light It Up" (com Tablo)
5. "The Leaders" (com CL)
6. "Butterfly"
7. "Missing You"
8. "That XX"
9. "Without You" (com Lee Hi)
10. "Today"
11. "A Boy"
12. "This Love"
13. "One Year Station"
14. "Obsession"
15. "She's Gone"
16. "Crayon + Fantastic Baby"

Bis
1. "Breathe"
2. "Bad Boy"
3. "MichiGo"

1. "MichiGo"
2. "Heartbreaker"
3. "One of a Kind"
4. "Coup d'Etat"
5. "The Leaders" (ft. CL)
6. "Butterfly"
7. "Missing You"
8. "That XX"
9. "This Love"
10. "Today"
11. "A Boy"
12. "Light It Up" (ft. Tablo)
13. "Obsession"
14. "She's Gone"
15. "Crooked"
16. "Crayon + Fantastic Baby"

Bis
1. "Bad Boy"
2. "Bad Boy" (com Big Bang)
3. "Heaven" (com Big Bang)
4. "Fantastic Baby" (com Big Bang)
5. "MichiGo"
6. "Crooked"

- Tablo, CL e Lee Hi, apresentaram-se juntamente com G-Dragon durante o concerto realizado em 31 de março de 2013,[13] além disso, os dois primeiros realizaram outra apresentação ao lado de G-Dragon em 1 de setembro, que incluiu CL interpretando sua canção "The Baddest Female". Adicionalmente, o grupo 2NE1 atuou como artista convidado nas mesmas datas, onde interpretou suas canções "I Am the Best" e "I Love You" em 31 de março[14] e "I Am The Best" e "Do You Love Me" no concerto realizado em 1 de setembro.
- Durante o bis do concerto realizado em 1 de setembro, G-Dragon ao lado de seu grupo Big Bang, interpretaram as canções "Bad Boy", "Heaven" e "Fantastic Baby" pertencentes ao quinteto.

## Datas da turnê
| Data                  | Cidade       | País          | Local                            | Público |
| --------------------- | ------------ | ------------- | -------------------------------- | ------- |
| 30 de março de 2013   | Seul         | Coreia do Sul | Olympic Gymnastics Arena         | 26,000  |
| 31 de março de 2013   | Seul         | Coreia do Sul | Olympic Gymnastics Arena         | 26,000  |
| 6 de abril de 2013    | Fukuoka      | Japão         | Fukuoka Dome                     | 50,000  |
| 20 de abril de 2013   | Saitama      | Japão         | Seibu Dome                       | 80,000  |
| 21 de abril de 2013   | Saitama      | Japão         | Seibu Dome                       | 80,000  |
| 27 de abril de 2013   | Osaka        | Japão         | Kyocera Dome                     | 150,000 |
| 28 de abril de 2013   | Osaka        | Japão         | Kyocera Dome                     | 150,000 |
| 29 de abril de 2013   | Osaka        | Japão         | Kyocera Dome                     | 150,000 |
| 4 de maio de 2013     | Pequim       | China         | MasterCard Center                | 20,000  |
| 5 de maio de 2013     | Pequim       | China         | MasterCard Center                | 20,000  |
| 9 de maio de 2013     | Taipé        | Taiwan        | Taipei Arena                     | 26,000  |
| 10 de maio de 2013    | Taipé        | Taiwan        | Taipei Arena                     | 26,000  |
| 17 de maio de 2013    | Chek Lap Kok | Hong Kong     | AsiaWorld-Expo                   | 23,000  |
| 18 de maio de 2013    | Chek Lap Kok | Hong Kong     | AsiaWorld-Expo                   | 23,000  |
| 25 de maio de 2013    | Xangai       | China         | Mercedes-Benz Arena              | 20,000  |
| 26 de maio de 2013    | Xangai       | China         | Mercedes-Benz Arena              | 20,000  |
| 1 de junho de 2013    | Nagoia       | Japão         | Nagoya Dome                      | 81,000  |
| 2 de junho de 2013    | Nagoia       | Japão         | Nagoya Dome                      | 81,000  |
| 7 de junho de 2013    | Bancoque     | Tailândia     | Impact Arena                     | 20,000  |
| 8 de junho de 2013    | Bancoque     | Tailândia     | Impact Arena                     | 20,000  |
| 15 de junho de 2013   | Jacarta      | Indonésia     | Mata Elang International Stadium | 20,000  |
| 16 de junho de 2013   | Jacarta      | Indonésia     | Mata Elang International Stadium | 20,000  |
| 22 de junho de 2013   | Kuala Lumpur | Malásia       | Bukit Jalil National Stadium     | 28,000  |
| 29 de junho de 2013   | Kallang      | Singapura     | Singapore Indoor Stadium         | 14,000  |
| 30 de junho de 2013   | Kallang      | Singapura     | Singapore Indoor Stadium         | 14,000  |
| 31 de agosto de 2013  | Seul         | Coreia do Sul | Olympic Gymnastics Arena         | 26,000  |
| 1 de setembro de 2013 | Seul         | Coreia do Sul | Olympic Gymnastics Arena         | 26,000  |
| Total                 | Total        | Total         | Total                            | 570,000 |